# Camillo Colombini
Camillo Colombini (San Secondo di Pinerolo, 18 luglio 1836 – Torino, 26 luglio 1896) è stato un politico italiano, senatore del Regno d'Italia nella XVI legislatura.